# فرانك فوستر (مغني)
فرانك فوستر (بالإنجليزية: Frank Foster)‏ هو مغني ومغن مؤلف أمريكي، ولد في 22 يناير 1982.

## وصلات خارجية
- الموقع الرسمي
- فرانك فوستر على موقع ميوزك برينز (الإنجليزية)
- فرانك فوستر على موقع أول ميوزيك (الإنجليزية)
- فرانك فوستر على موقع ديسكوغز (الإنجليزية)